# Dušan Marković
Dušan Marković (cyrillique : Душан Mapкoвић) (né le 9 mars 1906 à Krčedin à l'époque en Autriche-Hongrie, et mort le 29 novembre 1974 à Novi Sad en Yougoslavie) était un joueur international de football serbe.

## Biographie
Surnommé « Luks », il fut un grand attaquant lorsqu'il jouait au FK Vojvodina Novi Sad où il passe 14 ans, ou au BSK Belgrade, le meilleur club serbe d'avant-guerre. Il était réputé pour son excellent sens du but, car il pouvait surprendre les gardiens et tirer sous n'importe quel angle. Il part également jouer en France au Grenoble Foot 38.
Il fait partie de l'équipe de Yougoslavie pendant le mondial 1930, mais ne joue aucun match. Il joue en tout un seul match international, en remplacement de l'attaquant Blagoje Marjanović, lors d'un match amical le 9 octobre 1932 à Prague (victoire 2-1 contre la Tchécoslovaquie).